# Vierlas
Vierlas – gmina w Hiszpanii, w prowincji Saragossa, w Aragonii, o powierzchni 2,67 km². W 2011 roku gmina liczyła 98 mieszkańców.